# Gewöhnliche Kratzdistel
Die Gewöhnliche Kratzdistel (Cirsium vulgare (Savi) Ten., Syn.: Cirsium lanceolatum (L.) Scop.), auch Lanzett-Kratzdistel genannt, ist eine Pflanzenart aus der Gattung Kratzdisteln (Cirsium) innerhalb der Unterfamilie der Carduoideae innerhalb der Familie der Korbblütler (Asteraceae).

## Beschreibung

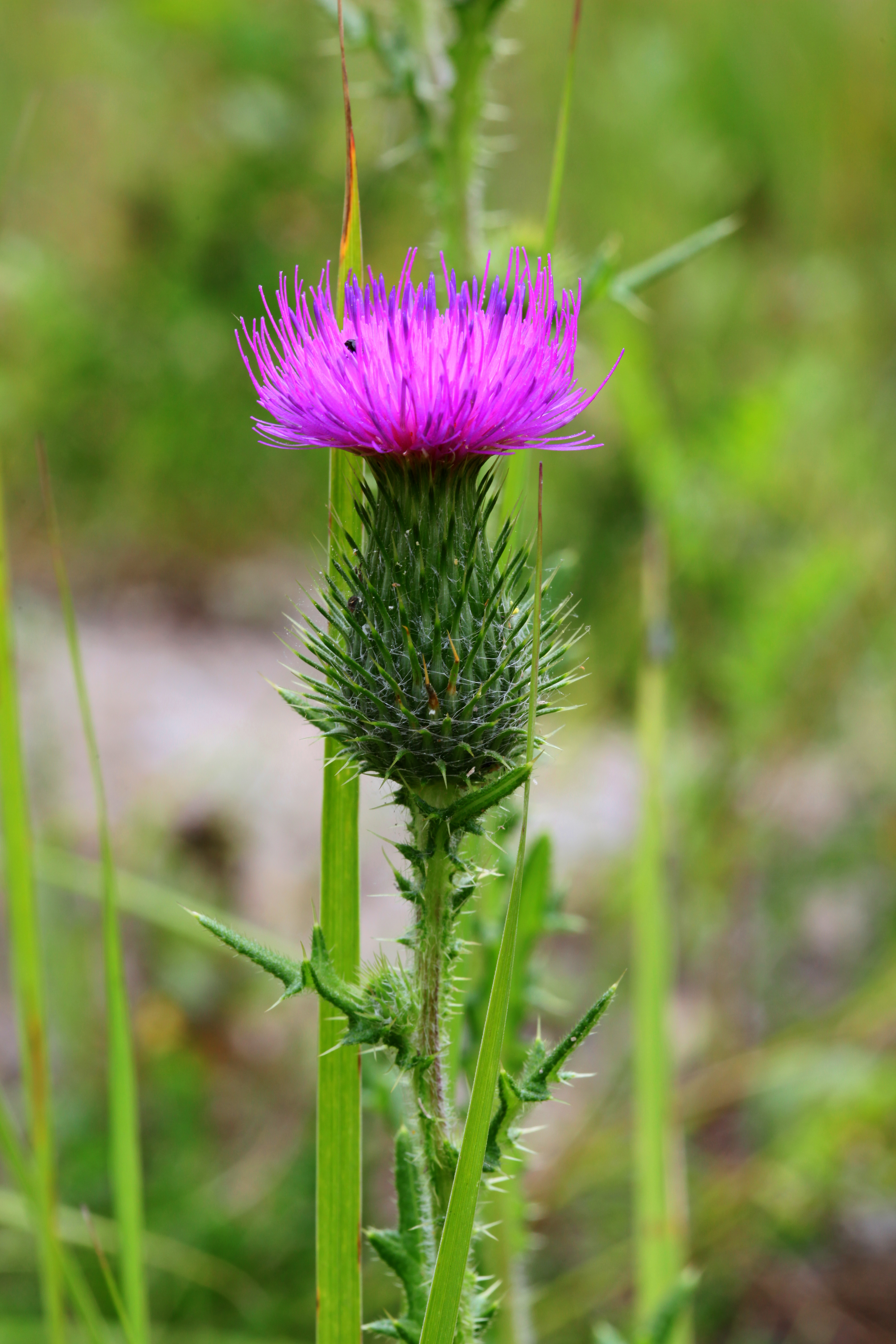
Blütenkorb

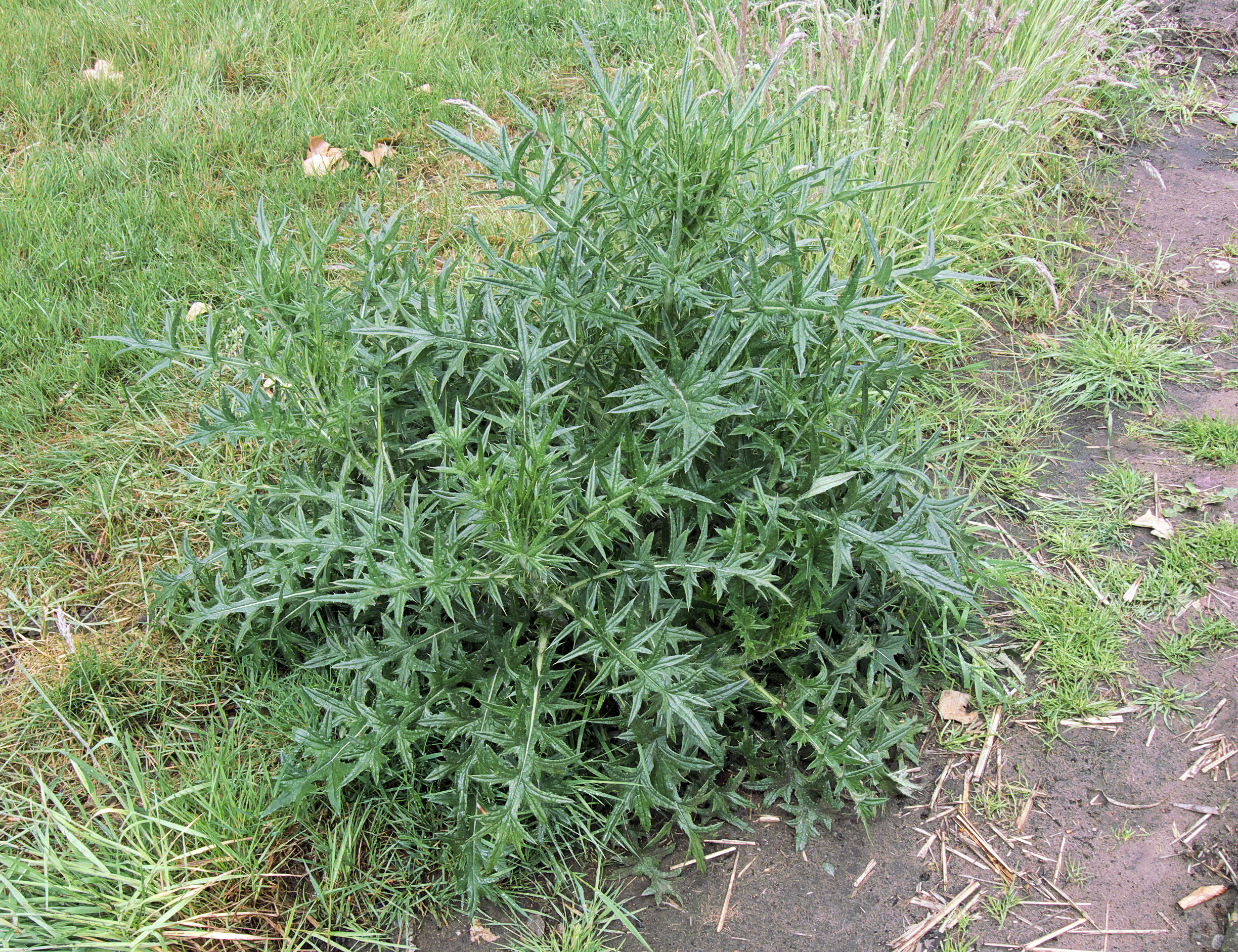
Gewöhnliche Kratzdistel im 2. Jahr (Cirsium vulgare)

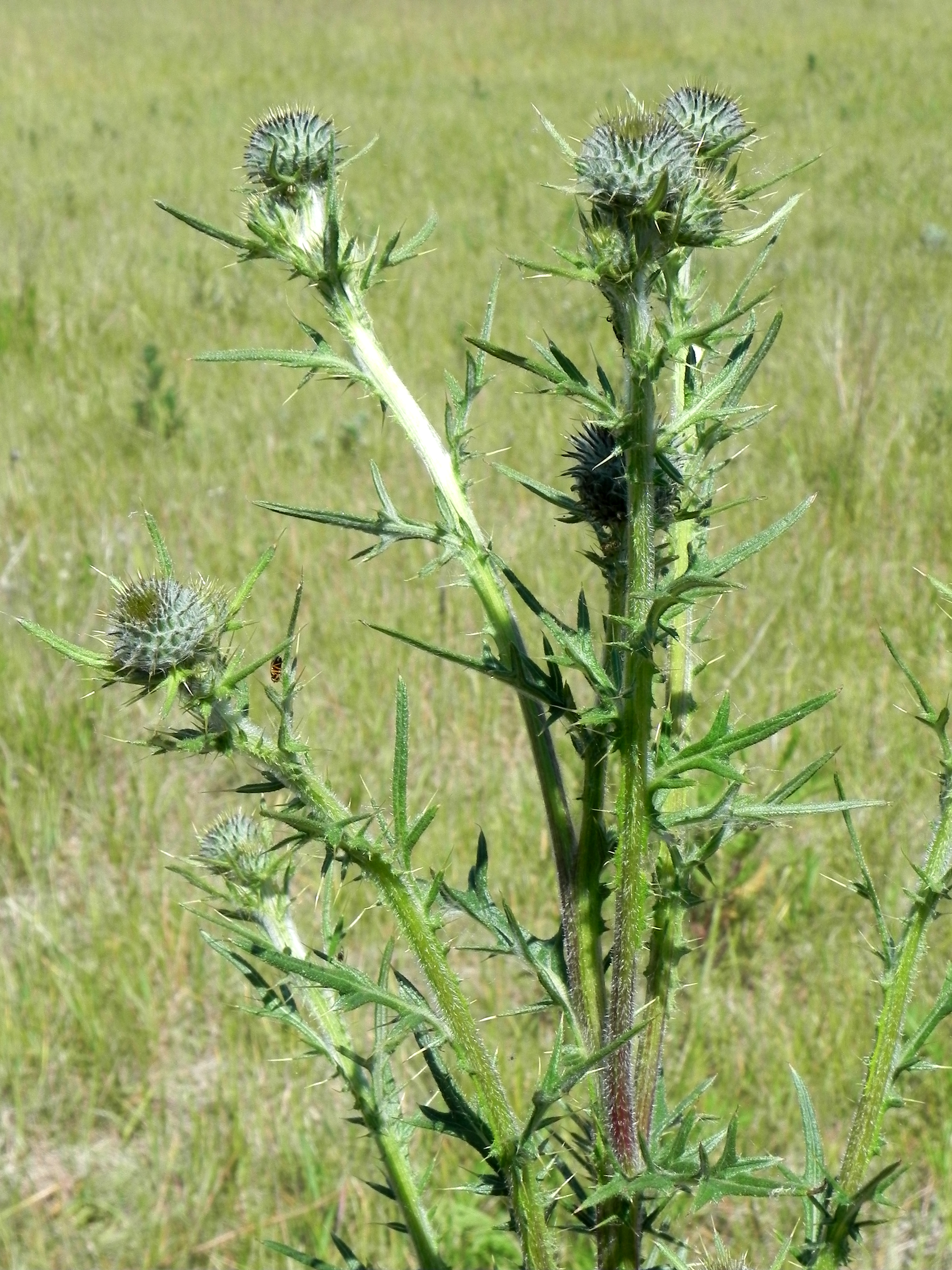
Habitus vor dem Aufblühen

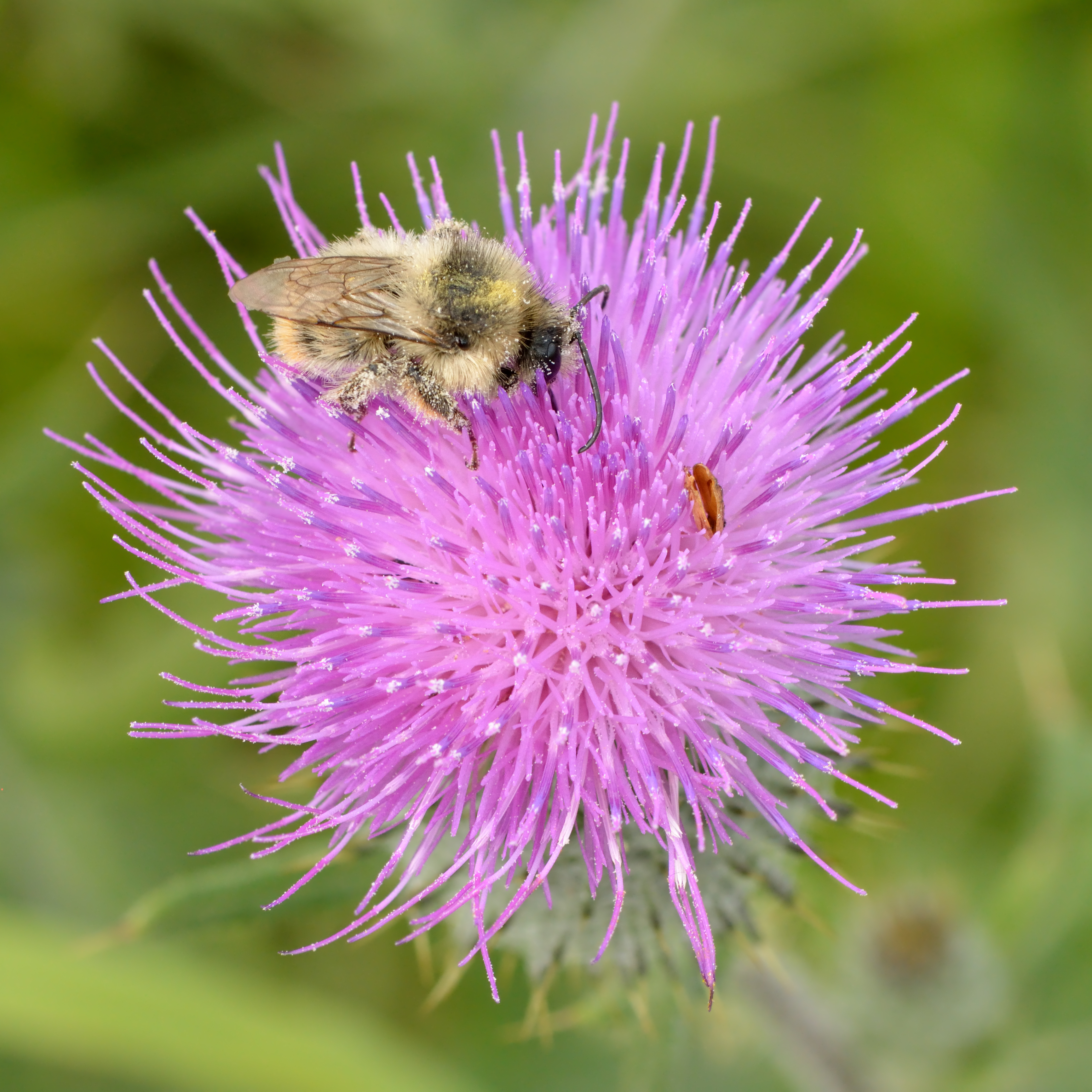
Besuch durch eine Waldhummel

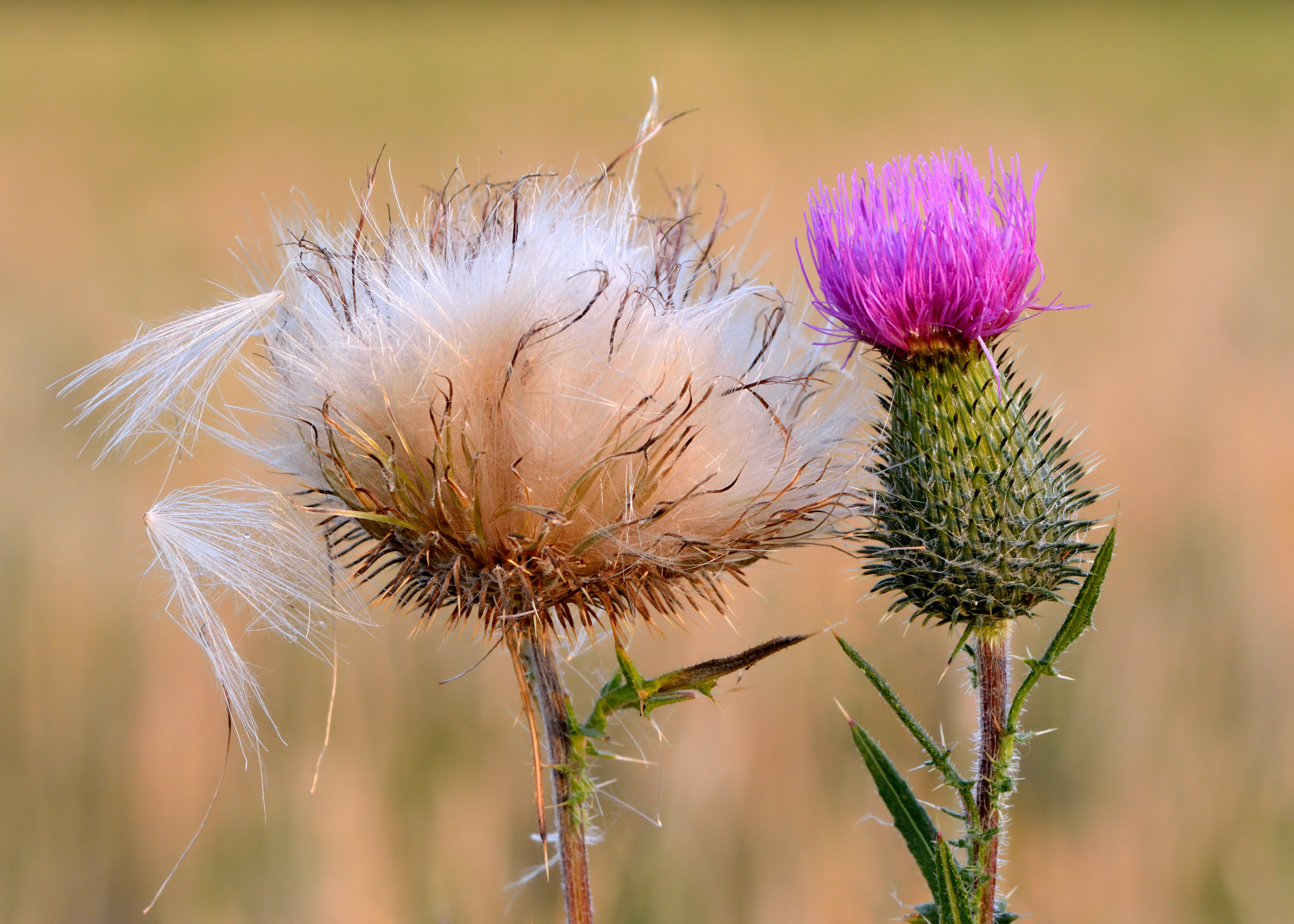
Gewöhnliche Kratzdistel, blühend und fruchtend

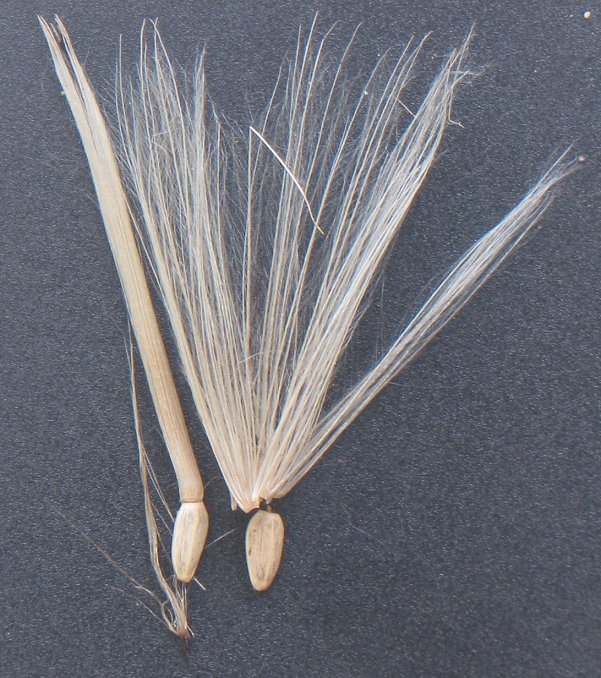
Achänen mit Pappus

### Vegetative Merkmale
Die Gewöhnliche Kratzdistel ist eine zweijährige krautige Pflanze und erreicht Wuchshöhen von 50 bis 350 Zentimetern. Die Stängel sind aufrecht, spinnwebig-wollig behaart, im oberen Bereich meist verzweigt und durch die herablaufenden Stängelblätter kraus dornig-geflügelt.
Die Laubblätter sind in einer grundständigen Rosette und wechselständig am Stängel angeordnet. Die Grundblätter sind keilig-länglich, fiederspaltig mit breit eiförmigen, ringsum gelappten und dornig gezähnten Abschnitten. Die Blattspreite der Stängelblätter ist im Umriss oval bis lanzettlich und doppelt fiederspaltig und am Stängel herablaufend. Die untersten Laubblätter sind herablaufend bis zum nächstunteren Blatt, die oberen nur bis zur Hälfte herablaufend. Die Blattoberseite ist stachelig-steifhaarig, die Unterseite kurzhaarig bis weißfilzig. Alle Fiederabschnitte sind dornig gezähnt und laufen in einem langen gelben Dorn aus. Sie sind ungeteilt oder zwei- bis dreispaltig und ungleich dreieckig-gezähnt.

### Generative Merkmale
Der Blütenkorbschaft ist relativ kurz. Die Blütenkörbe haben eine Höhe von 3 bis 5 Zentimetern sowie einen Durchmesser von bis zu 4 Zentimetern. Während der Anthese ist der Blütenkorb in der Höhe der Blüten fast doppelt so breit wie der oberste Teil der Korbhülle. Die Korbhülle hat keinen „Wollfilz“. Die Hüllblätter sind lanzettlich und laufen in einen pfiemlichen, schwarzbraunen, an der Spitze gelben, abstehenden steifen Stachel aus. Die Blüten sind purpurfarben und 30 bis 35 Millimeter lang.
Die Achänen sind bei einer Länge von 3,5 bis 4 Millimeter abgeflacht-zylindrisch. Der Pappus besteht aus langen, federartig behaarten Strahlen.
Die Chromosomenzahl beträgt {\displaystyle 2n=68.}

## Ökologie und Phänologie
Die Gewöhnliche Kratzdistel ist ein zweijähriger Hemikryptophyt mit Wurzelrübe. Die im ersten Jahr gebildete Blattrosette ist sehr regelmäßig aufgebaut. Die Bestäubung erfolgt durch Insekten. Blütenbesucher sind Apiden, Vespiden, Syrphiden und unter den Schmetterlingen besonders der Kaisermantel (Argynnis paphia) und Vanessa-Arten.
Im Gegensatz zur Acker-Kratzdistel (Cirsium arvense) ist die Gewöhnliche Kratzdistel eine reine Pollenblume ohne Nektarproduktion. Die Blütezeit erstreckt sich von Juni bis Oktober.
Die Diasporen sind 4 bis 5 mg schwere Achänen mit einem hygroskopischen Haarkelch; sie breiten sich durch den Wind aus und haben wegen ihres Gewichts eine Fallgeschwindigkeit von nur 22 cm/s. Es erfolgt auch eine Bearbeitungsausbreitung durch Finken. Die Fruchtreife erstreckt sich von August bis November.
Als Weideunkraut kann die Gewöhnliche Kratzdistel „sehr lästig“ sein. Goethe, der für seine Zeit auch ein exzellenter Botaniker und Gärtner war, wusste bereits, dass man durch Ausstechen der Rosetten der Distelplage Herr wird. In seiner Italienischen Reise äußert er sich entsprechend abfällig über die italienischen Hirten.
Die Art gehört zu den Nahrungspflanzen der Raupen des Distelfalters (Vanessa cardui), die meist in einem zusammengesponnenen Blatt oder einem Gespinst zwischen Stiel und Blattansatz sitzen.
Die Samen werden vom Stieglitz (Carduelis carduelis) gefressen, der deshalb auch Distelfink genannt wird.

### Wirtspflanze
Die Gewöhnliche Kratzdistel ist eine Wirtspflanze des Rostpilz Puccinia cnici var. cnici. Die Gewöhnliche Kratzdistel ist eine Wirtspflanze für die Pilzarten Erysibe cichoriacearum, Bremia lactucae, Cystopus tragopogonis und Puccinia cirsi-lanceolati. Erzeuger von Gallen sind Eriophyes anthocoptes, Trypeta jacea, Urophora solstitialis und Urophora stylata.

## Vorkommen
Das Verbreitungsgebiet der Gewöhnlichen Kratzdistel umfasst Europa, Nordafrika, die gemäßigten Gebiete Asiens und Pakistan. In Nord- und Südamerika, im übrigen Afrika, auf den Kanaren, Azoren und auf Reunion, in Australien, Neuseeland, in Neukaledonien, in Israel, im Jemen und auf Hawaii ist sie ein Neophyt.
Man findet die Gewöhnliche Kratzdistel häufig in staudenreichen Unkrautgesellschaften, an Wegen, Schuttplätzen, Ufern und in Waldschlägen. In Mitteleuropa ist sie eine indigene Art. Sie gedeiht am besten auf mäßig trockenen bis frischen, nährstoffreichen, humosen, lockeren Lehmböden. Nach Ellenberg ist sie eine Lichtpflanze, ein Mäßigwärmezeiger, ein Frischezeiger, ein Schwachsäure- bis Schwachbasezeiger, ein ausgesprochener Stickstoffzeiger. Sie ist eine Charakterart der Klasse Ruderaler Beifuß- und Distelgesellschaften (Artemisietea vulgaris). Sie hat ihren Schwerpunkt in Gesellschaften der Ordnung Onopordetalia.
In den Allgäuer Alpen steigt sie im Kleinwalsertal auf der Mittleren Spitalalpe bei Baad bis zu einer Höhenlage von 1520 Metern auf. In Tirol erreicht sie sogar an der Serles bei Innsbruck eine Höhenlage von 1690 Meter, in Graubünden bei Arosa 1740 Meter.
Die ökologischen Zeigerwerte nach Landolt et al. 2010 sind in der Schweiz: Feuchtezahl {\displaystyle F=3w} (mäßig feucht aber mäßig wechselnd), Lichtzahl {\displaystyle L=4} (hell), Reaktionszahl {\displaystyle R=4} (neutral bis basisch), Temperaturzahl {\displaystyle T=3+} (unter-montan und ober-kollin), Nährstoffzahl {\displaystyle N=4} (nährstoffreich), Kontinentalitätszahl {\displaystyle K=3} (subozeanisch bis subkontinental), Salztoleranz = 1 (tolerant).

## Systematik
Die Erstveröffentlichung erfolgte 1753 unter dem Namen Carduus lanceolatus durch Carl von Linné in Species Plantarum, Tomus II, S. 821. In der Gattung Cirsium war aber der Name Cirsium lanceolatum durch John Hill schon vergeben, als Scopoli diese Art als Cirsium lanceolatum (L.) Scop. non Hill in diese Gattung versetzte. So musste das nächste Artepitheton gesucht werden. Es fand sich bei Gaetano Savi 1798 als Carduus vulgaris Savi in Flora pisana, Band 2, S. 241. Diese Art wurde dann durch Michele Tenore in Flora napolitana, Band 5, S. 209,  1835–1838 als Cirsium vulgare (Savi) Ten. in die Gattung Cirsium gestellt. Ein weiteres Synonym für Cirsium vulgare (Savi) Ten. ist Cnicus lanceolatus (L.) Willd.
Je nach Autor gibt es wenige Unterarten:
- Cirsium vulgare subsp. crinitum (DC.) Arènes (Syn.: Cirsium crinitum DC.): Sie kommt in Spanien, Frankreich, Italien, Sizilien, Korsika und auf den Balearen vor.[8]
- Cirsium vulgare subsp. silvaticum (Tausch) Arènes: Sie wird bis zu 3,5 Meter hoch und besitzt wenige straff aufrechte Äste. Die Blätter sind flach, die Unterseiten sind weich und weißfilzig. Man findet sie vor allem an schattigen Standorten wie in Wäldern. Blütezeit ist Juli und August.
- Cirsium vulgare L. subsp. vulgare: Sie wird nur etwa 1,5 Meter hoch, ist dafür aber reich verzweigt. Die Blätter sind kraus, die Unterseiten sind kurz behaart. Sie wächst in südlichen Regionen und blüht bis in den Oktober hinein.

## Trivialnamen
Für die Gewöhnliche Kratzdistel bestehen bzw. bestanden auch die weiteren deutschsprachigen Trivialnamen: Moordistel (Göttingen) und Sperdistel (Schlesien).

## Sonstiges
Sie sieht der Acker-Kratzdistel und der Sumpf-Kratzdistel ähnlich. Die Gewöhnliche Kratzdistel ist die Nationalblume Schottlands.